# Muhammad al-Badr
Muḥammad al-Badr (in arabo المنصور ﺑالله محمد البدر بن أحمد‎?, al-Manṣūr bi-llāh Muḥammad al-Badr ibn Aḥmad; Sana'a, 15 febbraio 1926 – Londra, 6 agosto 1996) è stato l'ultimo re del Regno Mutawakkilita dello Yemen (Yemen del Nord) e leader dei territori monarchici durante la guerra civile dello Yemen del Nord. Il suo nome completo era al-Manṣūr bi-llāh Muḥammad al-Badr b. al-Nàṣir li-dīn Allāh Aḥmad, Imam e Comandante dei Credenti, nonché Re del Regno Mutawakkilita dello Yemen.

## Biografia
Muḥammad al-Badr nacque il 15 febbraio 1926, primogenito di Aḥmad bin Yaḥyā, penultimo imam zaydita e Re dello Yemen del Nord. Nel 1944 si spostò a Ta'izz, nel meridione del Paese, dove suo padre era vicario dell'Imām Yaḥyā suo padre per numerosi anni, al fine di perfezionare la propria istruzione. Subito dopo il feroce assassinio dell'Imām Yaḥyā nel febbraio del 1948, ad opera di congiurati guidati da Sayyid Abd Allah al-Wazir, al-Badr arrivò nella capitale Ṣanʿāʾ per assicurare il suo apparente sostegno al nuovo regime. Nel frattempo il padre, Sayf al-Islam Ahmad, aveva deciso di abbandonare Ta'izz alla volta di Ḥajja, dove si assicurò il sostegno delle tribù, proclamando se stesso Imam col titolo di al-Nāṣir e nel giro di un mese dall'assassinio, l'Imām Aḥmad riprese facilmente il controllo della capitale Sanʿāʾ e giustiziato il principale istigatore della rivolta.
Sayf al-Islām al-Badr (come fu chiamato Muḥammad), non ancora ventenne, fu facilmente in grado di dissipare ogni malinteso col genitore, motivo per cui alla fine del 1949 egli fu nominato suo vicario a Ḥodeida, l'importante porto sul mar Rosso. Diventò parimenti ministro degli Interni.
Al-Badr svolse un ruolo importante nel reprimere la rivolta contro l'Imām Aḥmad nel 1955, guidata dal fratello di Aḥmad, Sayf al-Islām ʿAbd Allāh, e poi fu proclamato erede al trono. Durante il rimanente periodo del governo dell'Imām Aḥmad, egli ricoprì il posto di ministro degli Esteri e dal 1958 fu anche il vicario dell'Imam a Ṣanʿāʾ. Nel 1959 gestì appieno il potere in Yemen nei pochi mesi in cui l'Imām Aḥmad fu assente, ricoverato per cure mediche in Italia. Un attentato alla vita dell'Imām Aḥmad nel marzo del 1961 lasciò il sovrano gravemente azzoppato e, nell'ottobre, Sayf al-Islām al-Badr assunse l'effettivo potere del governo yemenita.

### La rivoluzione repubblicana
Il 19 settembre 1962 Aḥmad morì nel sonno e al-Badr fu proclamato Imam e sovrano, assumendo il titolo onorifico di al-Manṣūr (colui che è reso vittorioso [da Dio]). Tra i primi provvedimenti assunti dal nuovo Imam vi fu un'amnistia generale per i numerosi prigionieri politici.

Il 26 settembre 1962, insorti nasseriani bombardarono la sua residenza di Dār al-Bashāʾir, nel distretto di Biʾr al-Azab di Sanʿāʾ, ʿAbd Allāh al-Sallāl, che al-Badr aveva nominato comandante delle Guardie Reali, organizzò il colpo di Stato e si proclamò Presidente della Repubblica Araba dello Yemen.
Quando era principe ereditario, al pari di molti giovani esponenti arabi della sua generazione, al-Badr era stato un grande ammiratore del Presidente egiziano Gamāl ʿAbd al-Nāsir e, durante l'assenza di suo padre in Italia, aveva chiesto a esperti egiziani di aiutarlo a modernizzare lo Yemen in ogni settore, incluso quello militare. Suo padre tuttavia aveva legato lo Yemen alla Repubblica Araba Unita, costituita da Egitto e Siria, che sarebbe dovuta diventare gli "Stati Uniti Arabi". Fu ironico che la "rivoluzione" in Yemen del 26 settembre 1962 fosse ampiamente istigata e pianificata proprio dagli egiziani e che, senza la massiccia presenza egiziana in Yemen nei cinque anni successivi alla proclamazione della Repubblica Araba dello Yemen essa non avrebbe certo potuto sopravvivere.
Malgrado gli insorti repubblicani avessero annunciato al mondo che al-Badr era morto in occasione dell'assalto al suo palazzo, egli invece era riuscito a fuggire incolume e a rifugiarsi nelle regioni settentrionali. Lungo il suo trasferimento nelle impervie regioni montagnose del Nord, le tribù si radunarono attorno a lui e alla sua causa monarchica, riconoscendolo come Amīr al-Muʾminīn ("Comandante dei Credenti") Queste tribù erano zelanti musulmani sciiti zayditi per i quali l'incondizionata obbedienza e lealtà nei confronti di un appartenente all'Ahl al-Bayt (i discendenti del Profeta) è un obbligo fondamentale della loro fede.

### La resistenza monarchica

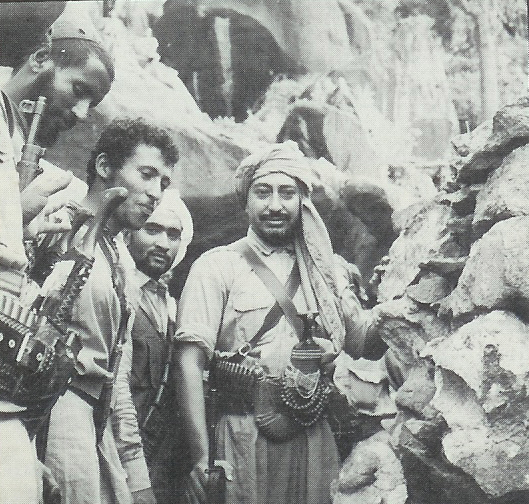
L'Imām al-Badr nel corso della guerra civile. Alla sua immediata destra il cugino Ḥasan bin Ḥusayn. Si noti alla vita dell'Imam la Jambiya, il tradizionale pugnale ricurvo, simbolo di virilità e di onorabilità, portato per questo da un grandissimo numero di yemeniti

Pochi giorni dopo al-Badr convocò una conferenza stampa nelle immediate vicinanze dei confini sud-occidentali dell'Arabia Saudita. Suo zio, Sayf al-Islām al-Ḥasan, che si trovava all'estero e che era stato proclamato Imam nel momento in cui s'era diffusa la notizia della morte di al-Badr, si dimise immediatamente e prestò giuramento di fedeltà al nipote, insieme con tutti i prìncipi della famiglia Ḥamid al-Dīn. Subito, l'intera confederazione tribale dei Bakil, con la maggior parte della famiglia degli Hashid che occupavano gli altipiani centrali e settentrionali dello Yemen e che da secoli erano Zayditi, si unirono entusiasticamente alla causa dell'Imam per combattere il regime rivoluzionari filo-nasseriano.
Durante la guerra civile, che si protrasse per otto anni, al-Badr e suo cugino Ḥasan bin Ḥusayn svolsero un ruolo cruciale. Egli visse accanto ai suoi uomini la vita del guerriero, in piena fedeltà all'antica tradizione zaydita, condividendo con essi ogni privazione e durezza. Tenne il proprio Quartier Generale in diverse località, nella cornice delle suggestive montagne del NO yemenita, sul Jebal Qara, ad esempio, nella regione di Ḥajur al-Shām e ad al-Muhabisha, un'altura che domina la pianura della Tihama. Questi Quartier Generali erano organizzati nelle caverne scavate (e attrezzate convenientemente) nelle montagne, nondimeno fatte oggetto di frequenti bombardamenti da parte dell'aviazione militare egiziana. Nel 1967 al-Badr lasciò il suo QG a Mabyan, presso Hajja, alla volta di Ta'if (in Arabia Saudita), dove egli elesse la propria residenza fino al termine del conflitto.
Al-Badr fu un uomo di grande cortesia, gentilezza e fascino personale. Amava profondamente la propria gente ed era essenzialmente un uomo favorevole alla pace, malgrado fosse stato obbligato a impugnare le armi a più riprese, come quando aveva aiutato suo padre a fronteggiare le rivolte portategli contro da due suoi fratelli nel 1955.

### Ultimi anni
Nel 1970, a dispetto del fatto che la maggior parte dei territori yemeniti fosse sotto il pieno controllo di al-Badr e della famiglia Ḥamīd al-Dīn, l'Arabia Saudita - che era stata la maggiore alleata di al-Badr in chiave anti-nasseriana e in nome di un comune principio monarchico - riconobbe la Repubblica Araba dello Yemen, e altre nazioni come il Regno Unito rapidamente la imitarono. In realtà la fine della guerra yemenita (che aveva dissanguato non poco la fragile economia dell'Egitto) fu raggiunta nel corso di un incontro a due, tra Gamāl ʿAbd el-Nāṣer e re Fayṣal, nel corso di un ḥajj a Mecca, del quale rimangono inusuali fotografie che ritraggono il raʾīs egiziano nel tradizionale abito del pellegrino.
Obbligato dall'Arabia Saudita (che finanziariamente e con armi aveva fino ad allora reso possibile la resistenza) a riconoscere il regime repubblicano, secondo i termini del negoziato trattato alle sue spalle, senza la minima consultazione, al-Badr rifiutò di rimanere ancora sul suolo saudita e chiese che gli fosse consentito di lasciare immediatamente il Regno. Si trasferì quindi in Gran Bretagna, dove condusse tranquillamente la sua esistenza in una modesta abitazione nel Kent, lasciandola solo per visitare le Città Sante di Mecca e Medina e per trovare i suoi parenti e amici nella Penisola Arabica.
Morì a Londra il 6 agosto 1996 per una polmonite e fu sepolto nel cimitero di Brookwood, nel Surrey, prima che la sua salma fosse traslata a Medina.